# Волошка первинногерберова
Волошка первинногерберова, волошка первинноґерберова (Centaurea protogerberi) — вид рослин з родини айстрових (Asteraceae), поширений в Україні й Росії.

## Опис
Дворічна рослина 35–50 см заввишки. Стебла прямовисні, розгалужені, разом з листками слабо-павутинисті, під кошиками гостро-шорсткі. Квітки блідо-рожеві до майже білих. Сім'янки 4–5 мм довжиною, бурі або чорнуваті; чубчик білий, рівний сім'янці або трохи коротший від неї.

## Поширення
Поширений в Україні й південно-європейській частині Росії.
В Україні вид зростає на відкритих пісках — у Степу, рідко (Луганська область, Сорокинський район, лівий берег Сіверського Дінця).